# تیکلا (کایلوما-توتی)
تیکلا (به اسپانیایی: Ticlla) یک کوه در پرو است که در Peru, Arequipa Region واقع شده‌است. تیکلا ۵٬۰۷۲ متر بالاتر از سطح دریا واقع شده‌است.